# Kelley Peak
Kelley Peak är en bergstopp i Antarktis. Den ligger i Västantarktis. Chile gör anspråk på området. Toppen på Kelley Peak är 1 710 meter över havet, eller 128 meter över den omgivande terrängen. Bredden vid basen är 2,4 km.
Terrängen runt Kelley Peak är kuperad västerut, men österut är den platt. Trakten är obefolkad. Det finns inga samhällen i närheten.